# Adigueya
La República de Adigueya (en ruso: Республика Адыгея; en adigués: Адыгэ Республик), o simplemente Adigueya, es una de las veinticuatro repúblicas que, junto con los cuarenta y siete óblast, nueve krais, cuatro distritos autónomos y tres ciudades federales, conforman los ochenta y nueve sujetos federales de Rusia. Su capital es Maikop. Está ubicada en el distrito Sur, al sureste del país, enclavada dentro del krai de Krasnodar. Con 7600 km² es el cuarto sujeto menos extenso del país, por delante de Ingusetia, San Petersburgo y Moscú, el menos extenso. 
Se encuentra sobre las pintorescas montañas del norte del Cáucaso, descendiendo hacia la fértil llanura del Kubán. Su población de 440 327 habitantes (2011) está formada por unas 80 nacionalidades. Los principales grupos étnicos en la actualidad son el adigués y el ruso. La república está organizada en 2 ciudades, 7 distritos, 5 comunidades urbanas y 55 distritos rurales. Aparte de la capital, las principales ciudades son Adygueisk, Enem y Yablonovski. Los ríos Kubán, Labá, Bélaya y el conjunto de Adigueya forman parte importante de la tradición histórica de la república que formaba parte de la Gran Ruta de la Seda hacia Asia, durante la Edad Media. La cultura maikop, estudiada por los arqueólogos, representa el legado prehistórico de la zona.
Los adigueses, que dan su nombre a la república, son los habitantes más antiguos de noroeste del Cáucaso y fueron conocidos en Europa como circasianos a partir del siglo XIII. El circasiano, idioma oficial de la república (junto con el ruso), forma parte del grupo noroccidental de las lenguas del Cáucaso.

## Geografía
La República de Adigueya está en el sudeste de Europa, en las vertientes septentrionales del Gran Cáucaso, que la cruzan por el sur, y en las llanuras aluviales del Kubán. El 40 % de su territorio está cubierto de bosque templado de caducifolios (hayas, robles, carpes y arces).

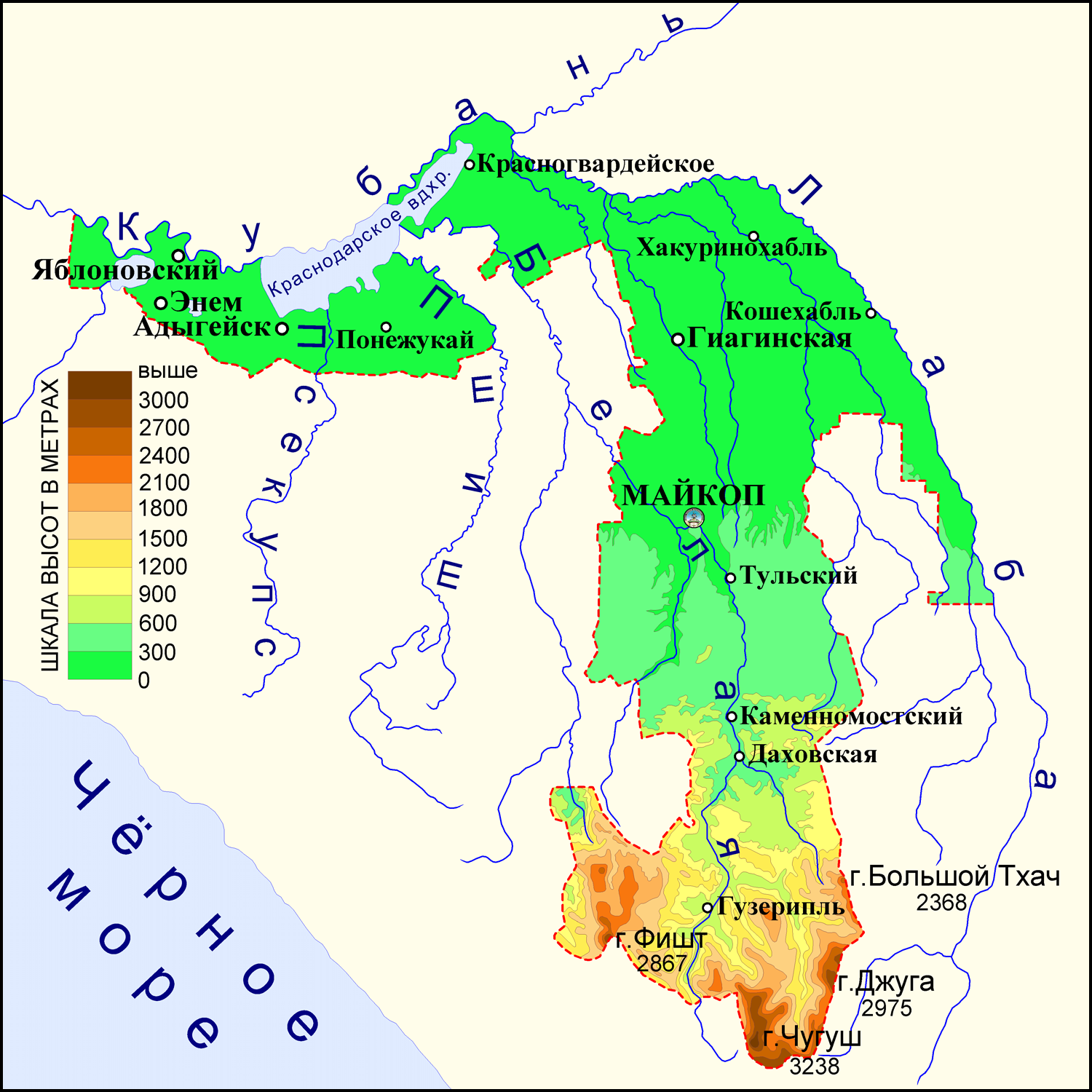
Topografía de Adigueya (en ruso).

El territorio se halla surcado por ríos de la cuenca del Kubán, cuyo curso dibuja parte de la frontera septentrional de la república con el vecino krai de Krasnodar. Entre ellos cabe destacar:
- El río Bélaya.
- El río Chojrak.
- El río Daj.
- El río Fars.
- El río Jodz.
- El río Kisha.
- El río Labá (que forma parte de la frontera oriental de la república).
- El río Psékups.
- El río Pshish.
- El río Sajrai.
- El río Kurdzhips.

Adigueya no posee lagos de importancia, aunque sí varios embalses destacables: el embalse de Krasnodar (la parte que queda semiaislada antes de la desembocadura del Bélaya se llama Tshiski, era un embalse previo), el embalse Shapsug, el embalse de Oktiabrski y el de Shendzhi.
La república es atravesada en su zona meridional por el Gran Cáucaso, por lo que se encuentran en esta zona varios picos de importancia: el monte Chugush (3238 m), el monte Fisht (2868 m), el monte Oshten, el monte Pseashjo y el monte Shepsi.

### División administrativa

División administrativa de Adigueya:
1.Ciudad de Maikop.
2.Ciudad de Adygeisk.
3.Raión de Guiaguínskaya.
4.Raión de Koshejabl
5.Raión de Krasnogvardéiskoye
6.Raión de Maikop
7.Raión de Tajtamukái
8.Raión de Teuchezh
9.Raión de Shovgenovski.

Se divide en dos ókrug urbanos (Maikop y Adygeisk) y siete raiones:
- Raión de Guiaguínskaya
- Raión de Koshejabl
- Raión de Krasnogvardéiskoye
- Raión de Maikop
- Raión de Tajtamukái
- Raión de Teuchezh
- Raión de Shovguénovski

### Principales localidades (2010)
- Maikop: 144 249 hab.
- Yablonovski: 25 500 hab.
- Enem: 18 200 hab.
- Guiaguínskaya: 15 000 hab. (2008)
- Adigueisk: 12 200 hab.
- Jánskaya: 11 100 hab. (2008)
- Tulski: 10 600 hab.
- Krasnogvardéiskoye: 9000 hab. (2008)
- Koshejabl: 7700 hab. (2008)
- Kamennomostski: 7500 hab.
- Dondukóvskaya: 6500 hab. (2008)
- Krasnooktiabrski: 5400 hab. (2008)
- Tajtamukái: 5200 hab. (2008)

## Historia

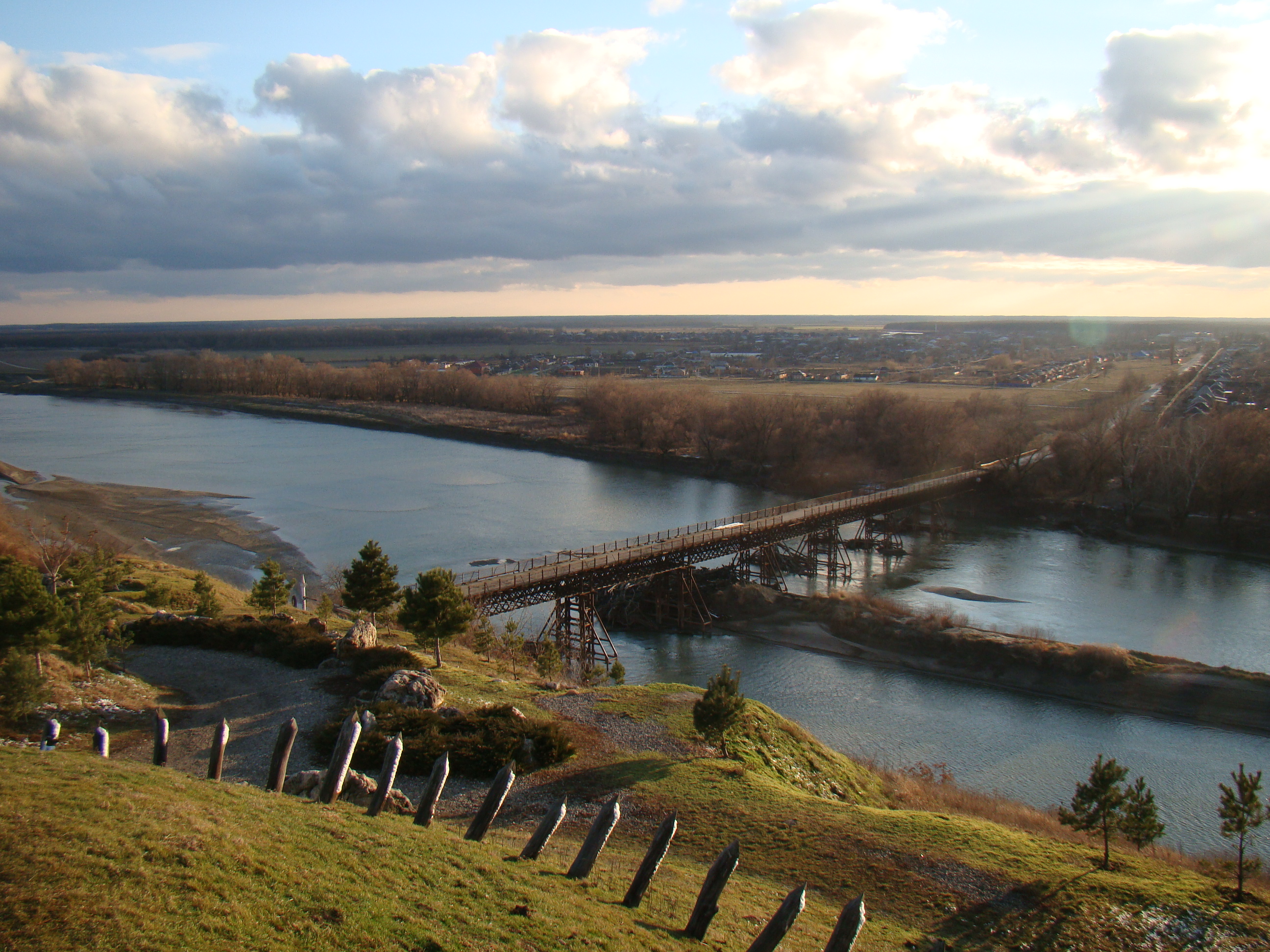
El río Kubán en Jatukái, nordeste de la república.

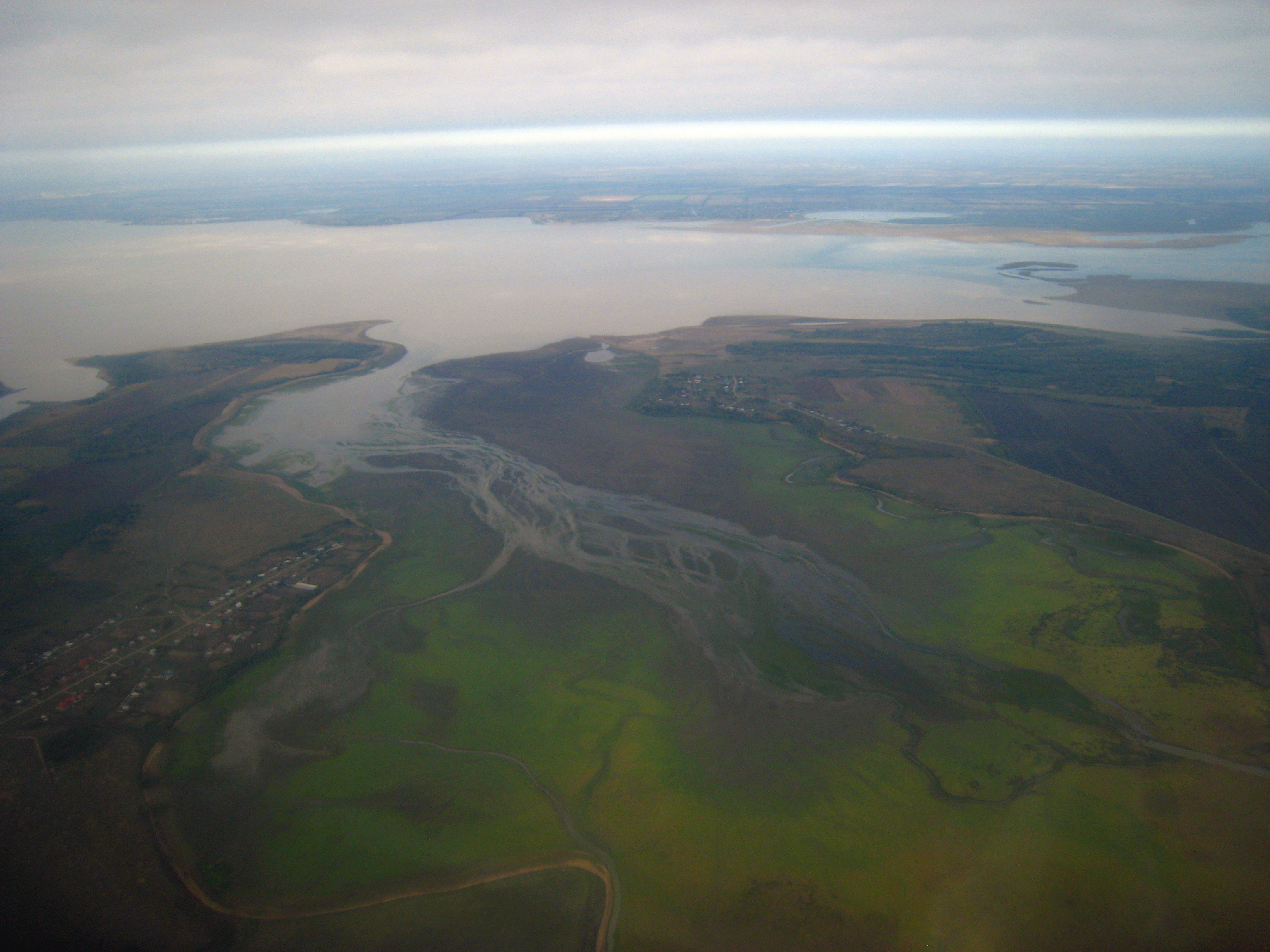
El embalse de Krasnodar, con los pueblos de Pshikuijabl (izquierda) y Tauijabl (derecha).

El territorio formaba parte de la antigua Circasia hasta que fue incorporado a Rusia en 1864. Esto provocó la emigración al Imperio otomano de numerosos circasianos y la colonización por población rusa. Los que se quedaron se asentaron en las llanuras de la margen izquierda del Kubán.
En mayo de 1917, ambas etnias se unieron en la "Alianza del Cáucaso Septentrional y Daguestán", reuniéndose un Comité Central en Vladikavkaz. No obstante, el país sería campo de batalla entre los mencheviques georgianos, los rusos blancos de Aleksandr Kolchak y los bolcheviques. El 15 de diciembre se constituyó en república laica y en mayo de 1918 se proclamó independiente.
En 1919-1920, los cabardinos y algunos adigueses se unieron a la revuelta de Uzun Hadji, pero los cosacos del Térek apoyaron a Antón Denikin, que asoló el país. Los exiliados apoyaron a la Unión de Repúblicas del Cáucaso, creada en París el 10 de junio de 1921, pero Iósif Stalin fundó en el interior, en agosto de 1921, la Federación de Repúblicas del Cáucaso o Gorskaya ASSR, de la que formarían parte los cabardinos y los "circasianos del Alto Kubán", mientras que los del Bajo Kubán pasaron a territorio de Krasnodar.
El 27 de julio de 1922 se formó el óblast autónomo Cherqueso (Adigués) dentro de la República Socialista Federativa Soviética de Rusia, en los territorios del óblast de Kubán-Mar Negro. El 24 de agosto cambió de nombre a óblast autónomo Adigués (Cherqueso). El 17 de octubre de 1924 fue transferida al recién creado krai del Cáucaso Norte. 
Fue renombrado como óblast autónomo Adigués (AO) en julio de 1928. El 10 de enero de 1934, Adigueya fue separada del krai del Cáucaso Norte al crearse el krai de Azov-Mar Negro, en el que fue incluida. En 1936, Maikop fue declarado centro administrativo del óblast autónomo, con lo que se amplió su territorio. En 1962 se incluyó el actual raión de Maikop. El óblast fue incluido en el krai de Krasnodar al crearse este el 13 de septiembre de 1937.
El 3 de julio de 1991 le fue concedido el estatus de república socialista soviética y a partir del 24 de marzo de 1992 se convirtió en la República de Adigueya. Sus presidentes fueron Aslán Dzharímov (1992-2002), Jazret Sovmen (2002-2007), Aslán Tjakushínov (2007-2017) y Murat Kimpílov (2017-).

## Política
El jefe de gobierno en Adigueya es el Jefe (llamado "Presidente" hasta mayo de 2011), quien es nombrado para un período de cinco años. El dominio del idioma adigués es un requisito para los candidatos.
El Jefe en 2011, Aslán Tjakushínov (desde el 13 de enero de 2007), sucedió a Hazret Sovmen, nombrado por Vladímir Putin en 2002, aunque únicamente había logrado el 2% de los votos. No obstante, existe también un Consejo de Estado (Jase) elegido directamente. La república envía tres representantes al parlamento de la Federación de Rusia, uno a la Duma Estatal y dos al Consejo de la Federación.
Adigueya se convirtió en una república de la Federación de Rusia en 1991. Su primer presidente fue Aslán Alíevich Dzharímov. Su constitución fue aprobada en mayo de 1995 y sus principios fundamentales son la pertenencia voluntaria a la Federación Rusa, la preservación de la unidad e integridad del país, la defensa de los intereses de los diferentes grupos de población y la paz y armonía entre las diferentes etnias de Adigueya.

## Composición étnica (2002)

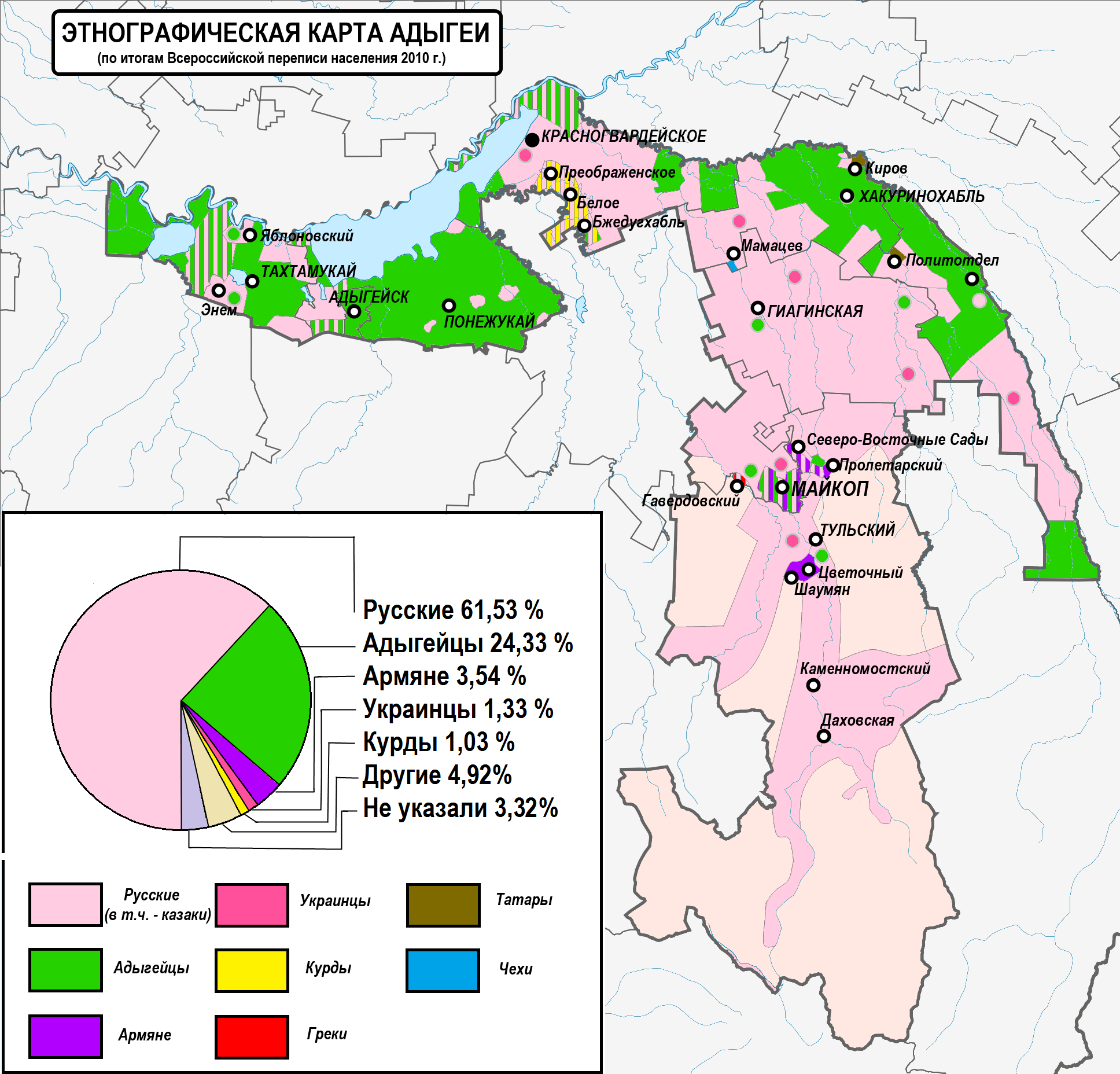
Mapa étnico de Adigueya, 2010.

La población de la república está compuesta por los siguientes grupos étnicos:
- Rusos: 64,5 %
- Adigueses: 24,2 %
- Armenios: 3,4 %
- Ucranianos: 2 %
- El 5,9 % restante está compuesto principalmente por kurdos, tártaros, bielorrusos, gitanos, griegos, azeríes, alemanes y chechenos.

## Religión
La mayoría de la población es cristiana ortodoxa, alrededor del 70 %. El 25 % son musulmanes, entre ellos la mayoría de los adigueses, que son sunníes.

## Educación y cultura

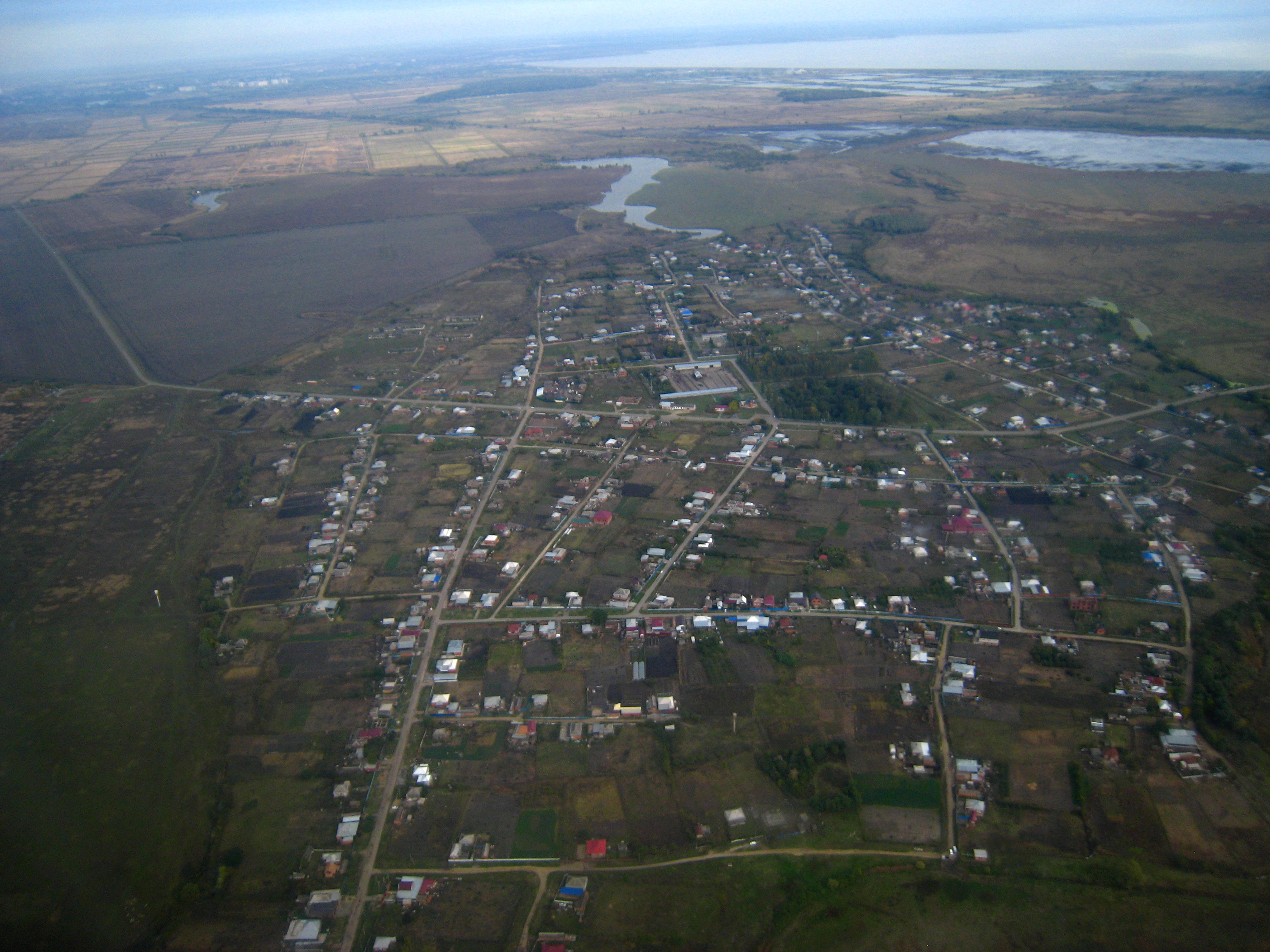
Shendzhi, localidad del noroeste de la república.

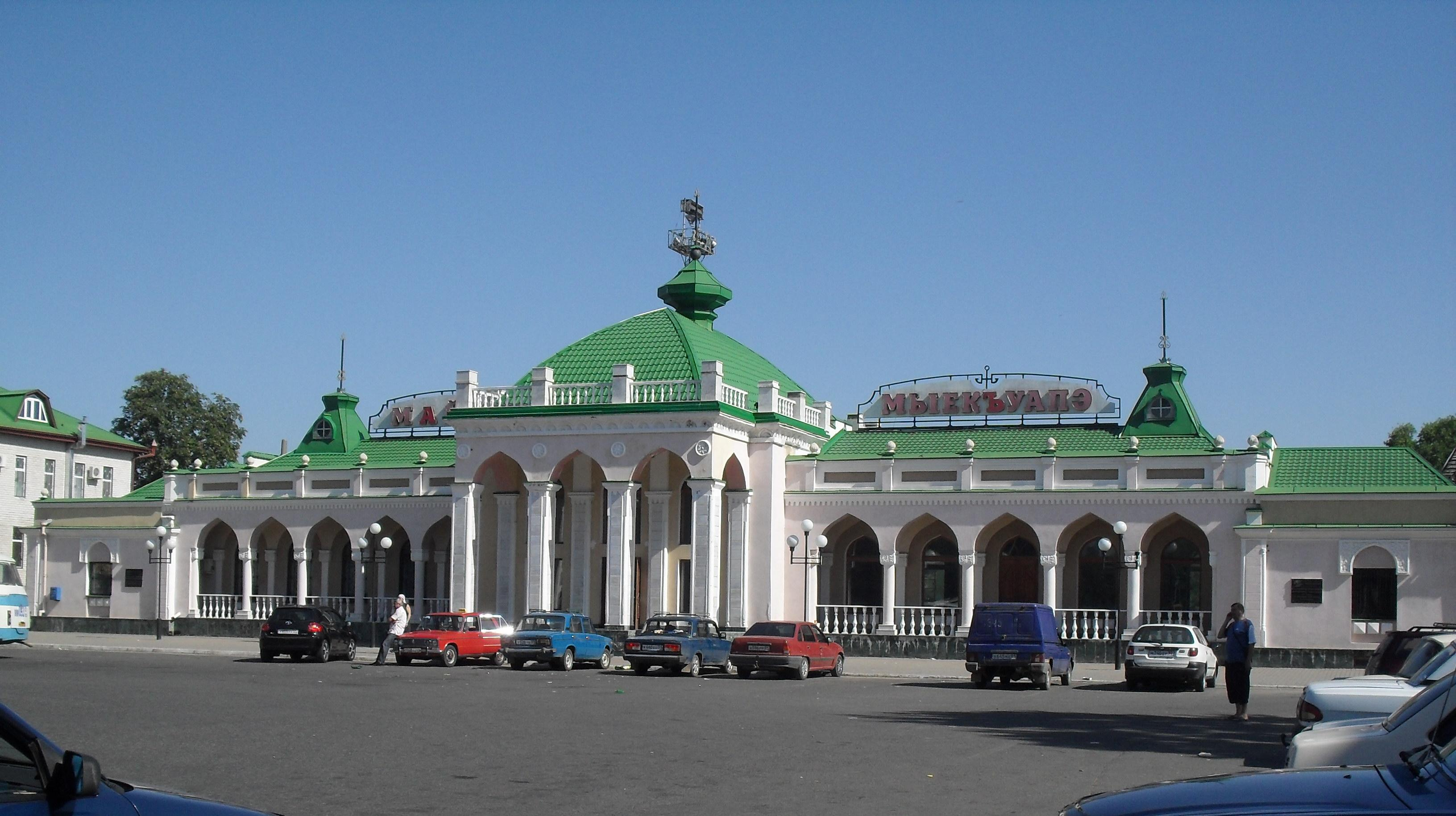
Estación de ferrocarril de Maikop.

El idioma adigués (Adyghabze) pertenece al grupo de las lenguas caucásicas noroccidentales. Es el idioma oficial de la República de Adigueya, junto con el ruso.
Hay 8 museos estatales y 23 públicos en la república. El mayor de ellos es el Museo Nacional de la República de Adigueya en Maikop.
La Universidad Estatal Adiguesa y la Universidad Tecnológica Estatal Adiguesa, ambas en Maikop, son los dos centros educativos más importantes.

## Economía

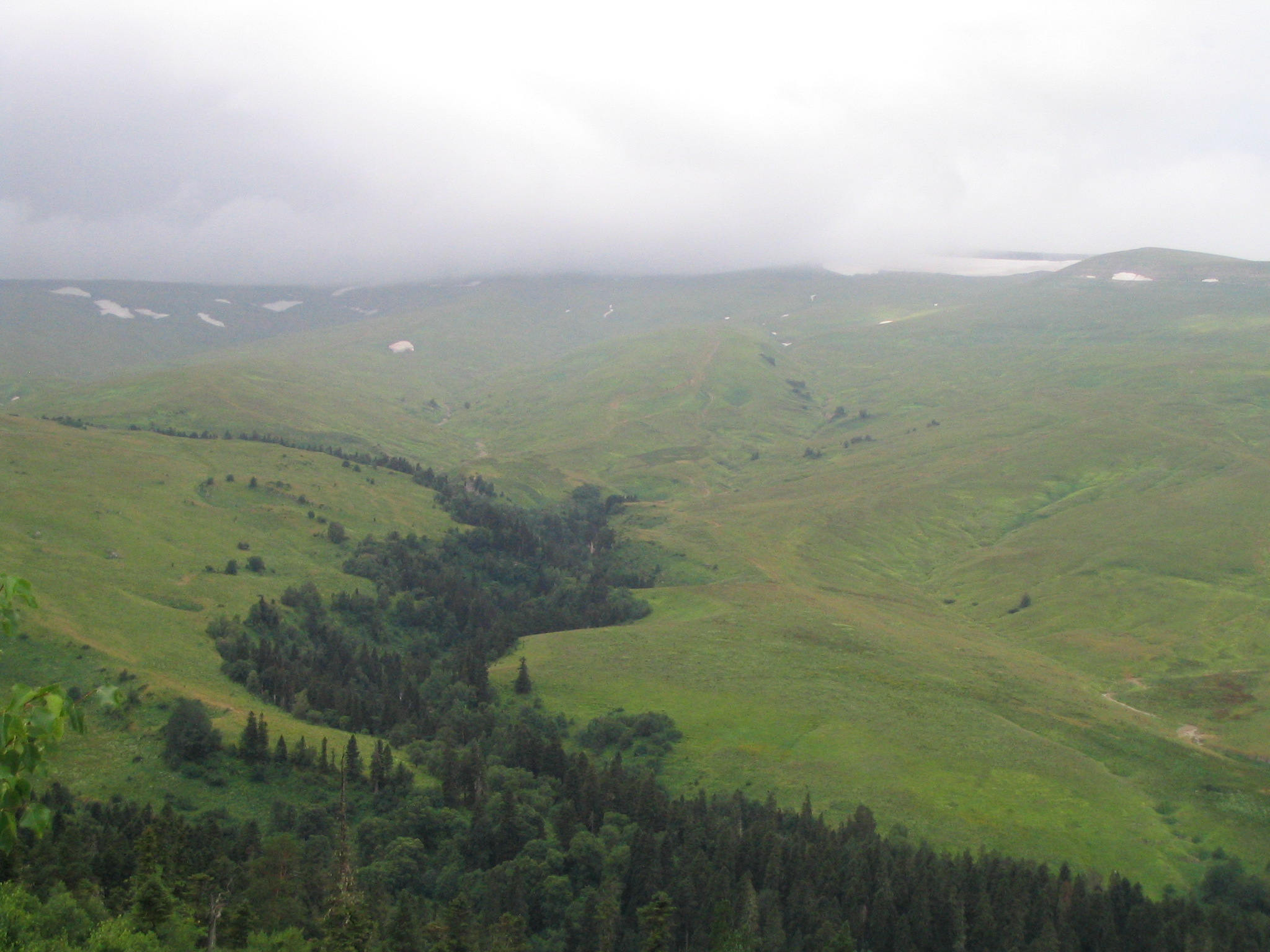
Meseta Lago-Naki, en el suroeste de la república.

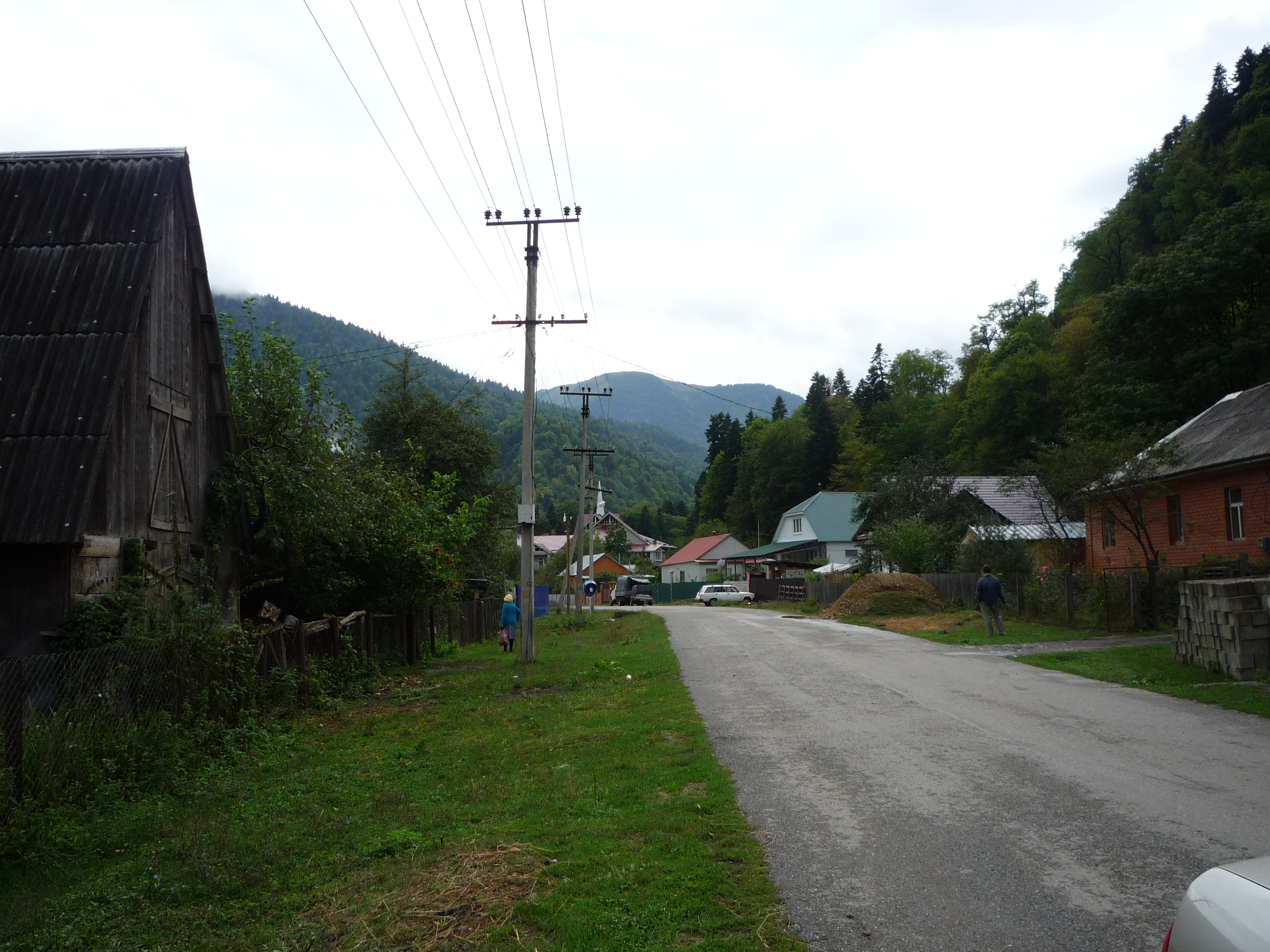
Guzeripl, en el sur de la república.

La agricultura es el principal recurso económico (girasol y tabaco), además del sector de las manufacturas. Maikop es un centro industrial, destacando la industria alimentaria, principalmente molinos de grano y aceite. Sin embargo, las principales industrias de la región se encuentran en el vecino Krasnodar (herramientas, instrumentos de precisión, compresores y refinería de petróleo). En cuanto a los recursos naturales, cabe destacar sus reservas de petróleo y gas natural. También son importantes los yacimientos de oro, plata, hierro y tungsteno.

## Transporte
La red ferroviaria entre Armavir y Sochi pasa al norte de Maikop. A la altura de Beloréchensk, en el vecino krai de Krasnodar, nace un ramal que se dirige a Maikop y Kamennomostski (estación Jadzhoj). La línea que une Krasnodar y Crimea atraviesa la sección noroeste de la república por Yablonovski y Enem. 
Hay un pequeño aeropuerto en Maikop (código ICAO: UKRM) y otro en Enem (URKS).

## Organizaciones civiles
En esta república se encuentran representadas unas 100 religiones. Casi todos los partidos políticos de Rusia tienen representación local. A ellos se les suman los partidos locales.
La Sociedad por la Paz es una importante confederación de organizaciones públicas y de la sociedad civil y tiene por objetivo el mantenimiento de la paz, la resolución de problemas interétnicos e interregionales de naturaleza económica, cultural y humanitaria.

## Turismo
La meseta Lago-Naki es un lugar popular para la práctica de los deportes de invierno. También Kamennomostski acoge visitas de turistas.

## Personalidades
- Kirimize Jadzhemusovich Zhane (1919-1983), novelista y poeta adigués y soviético.
- Tembot Magometovich Kerashov, escritor adigués, galardonado con el Premio Estatal de la URSS.
- Liolia Boguzokova (1922-1951), fue la primera mujer aviadora de origen adigués.